# Tsutomu Yamaguchi
Tsutomu Yamaguchi  (山口 彊?, Yamaguchi Tsutomu) (Nagasaki, 16 marzo 1916 – Nagasaki, 4 gennaio 2010) è stato un ingegnere giapponese noto per essere sopravvissuto a entrambi i bombardamenti atomici di Hiroshima e Nagasaki.

## Biografia

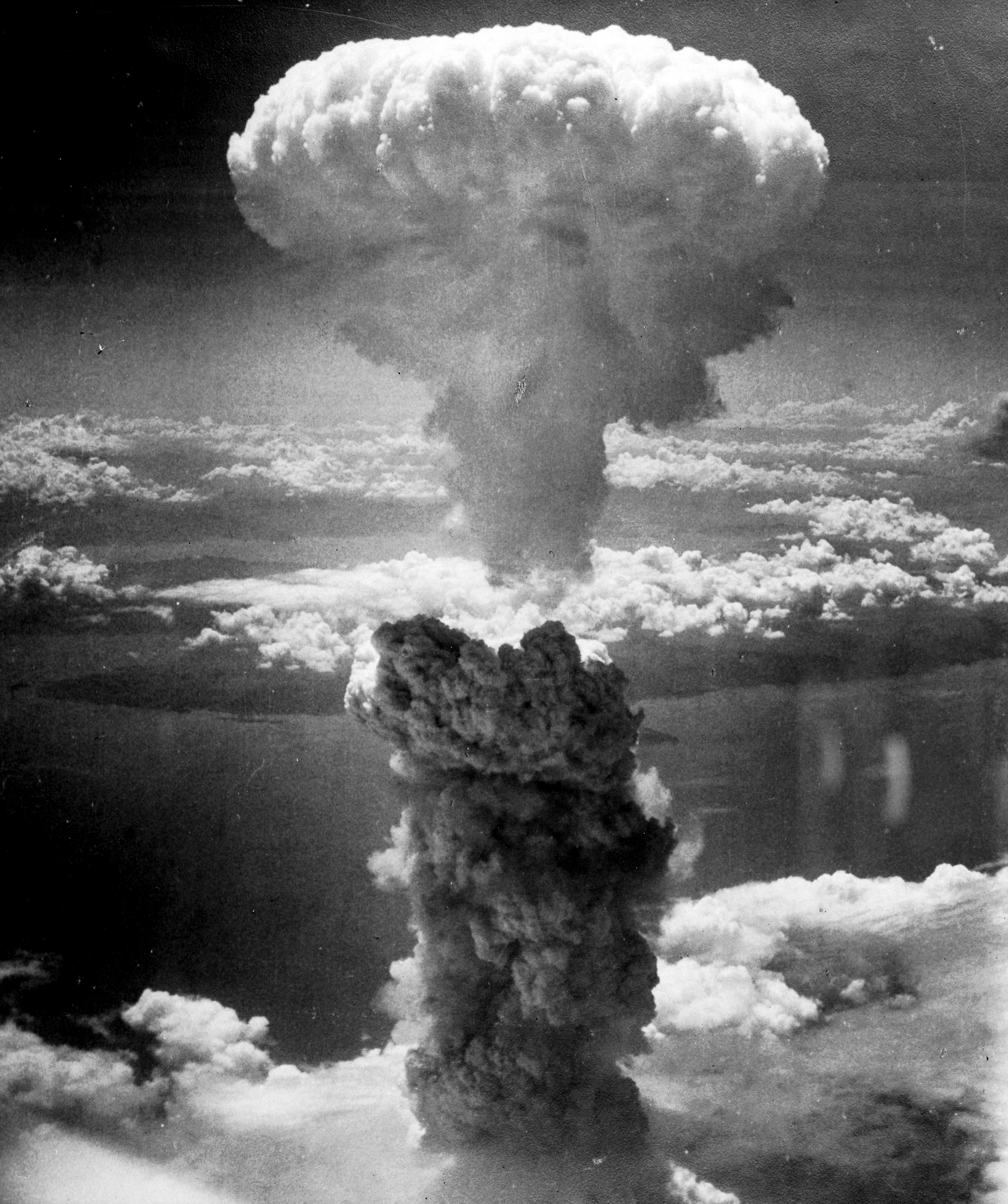
Bomba atomica di Nagasaki, 9 agosto 1945.

Tsutomu Yamaguchi era a Hiroshima il 6 agosto 1945 per un viaggio di lavoro per la società per cui lavorava, la Mitsubishi Heavy Industries. Stava scendendo dal tram quando la prima bomba atomica, denominata Little Boy, fu sganciata sulla città ad appena 3 km di distanza. L'esplosione gli provocò notevoli lesioni, distrusse i suoi timpani, lo accecò seppure temporaneamente e gli lasciò gravi ustioni sulla metà superiore sinistra del suo corpo. Fu avvolto in bendaggi per le sue ferite e divenne completamente calvo. Come molti altri sopravvissuti a esplosioni nucleari, Yamaguchi soffrì per tutta la vita per gli effetti; anche sua moglie fu avvelenata dal fallout nucleare.
Yamaguchi restò per tutta la notte successiva al 6 agosto in un rifugio antiaereo prima di tornare alla sua città natale, Nagasaki. Il 9 agosto, Yamaguchi stava spiegando ai suoi supervisori quanto vicino alla morte era stato, quando, a circa 3 km di distanza, fu sganciata la seconda bomba, Fat Man.
A ottant'anni scrisse un'autobiografia riguardante la sua esperienza, e nel 2006 fu invitato a partecipare a un documentario intitolato Nijuuhibaku (Bombardati due volte) sulle 165 persone ufficialmente vittime di entrambe le bombe atomiche giapponesi. Tale documentario fu proiettato alle Nazioni Unite. Fu un attivista antinucleare, e si prodigò presso l'assemblea generale delle Nazioni Unite affinché le armi nucleari fossero bandite. In una intervista disse: "La ragione per cui odio le bombe nucleari è per ciò che fanno alla dignità degli esseri umani".
Alla sua storia si interessò anche il regista canadese James Cameron, che il 22 dicembre 2009 lo incontrò a Nagasaki, Giappone, per discutere sull'opportunità di girare un film sulle armi nucleari.
Il 4 gennaio 2010 Yamaguchi è morto di cancro allo stomaco all'età di 93 anni, nella sua città natale, Nagasaki.

## Citazioni
- Riguardo alla sua esperienza, furono riportate le sue parole: «La mia doppia esposizione alla bomba è ora un record ufficiale. Ciò può insegnare alle nuove generazioni l'orribile storia dei bombardamenti nucleari anche dopo la mia morte».[4]
- «Non riuscirò mai a capire perché il mondo non possa capire l'agonia delle bombe nucleari», disse attraverso la propria figlia. «Come possono continuare a sviluppare simili armi?»[1]
- «Era mio destino che subissi ciò due volte e che sopravvivessi ad entrambi per testimoniare ciò che accadde».[1]